# Adrien Bourdoise
 (janvier 2025).
Si vous disposez d'ouvrages ou d'articles de référence ou si vous connaissez des sites web de qualité traitant du thème abordé ici, merci de compléter l'article en donnant les références utiles à sa vérifiabilité et en les liant à la section « Notes et références ».
Adrien Bourdoise, né à Brou dans l'actuel département d'Eure-et-Loir en 1584 et mort le 19 juillet 1655, est un ecclésiastique français, fondateur du séminaire de Saint-Nicolas-du-Chardonnet. Il est inhumé dans l'église Saint-Nicolas-du-Chardonnet.

## Biographie
Adrien Bourdoise, fils de Adrien Bourdoise, magistrat subalterne, notaire et procureur fiscal de Brou et de Mathurine Luynes, naît en 1584 dans cette petite ville du Perche, située dans le diocèse de Chartres.
La mort de son père en 1590 l’oblige à travailler de bonne heure pour gagner sa vie. Durant une quinzaine d’années, Bourdoise exerce plus de soixante conditions, dont la plus importante est celle de clerc de notaire, dont il gardera le goût des lettres.
En 1598, Adrien fait sa première communion. À cette occasion il prend dix résolutions ; la dernière marque les prémices de sa vocations : Bourdoise décide d’employer tous ses soins « et de chercher tous les moyens possibles, et les plus efficaces, afin d’exciter les ecclésiastiques à vivre saintement dans leur profession ». En 1605, après le décès de sa mère, Adrien s’occupe des affaires familiales, notamment de son frère encore mineur.
En 1607, Bourdoise se rend en pèlerinage à Notre-Dame de Liesse. Adrien rencontre lors de ce voyage un dominicain qui l’encourage à s’instruire. Bourdoise suit son conseil et se place sous la protection du docteur en théologie Nicolas Janvier. La même année, Bourdoise reçoit la tonsure et les quatre ordres mineurs à la cathédrale Notre-Dame de Chartres. En 1608, la direction du collège de Chartres est confiée à M. Janvier qui s’adjoint Adrien Bourdoise comme collaborateur. C’est à cette époque que Bourdoise est surnommé « messire soutane ».
À la fin de l’année 1610, Bourdoise quitte son ami Janvier pour se rendre à Paris afin d’étudier la philosophie. Au commencement de 1611, le cardinal de Bérulle rassemble quelques prêtres afin de les former et leur inspirer l’esprit et l’intérieur de Jésus-Christ. Bourdoise se joint donc à Bérulle et trouve près de lui Vincent de Paul. « Ils résolurent d’un commun consentement, qu’ils s’adresseraient au Père des Lumières par une retraite de dix jours accompagnée de jeûne et de pénitences extraordinaires, afin de connaître sa volonté, et de savoir comment ils pourraient chacun selon ses talents contribuer à la réformation du clergé ». Bourdoise donne le récit de ce que Dieu a bien voulu lui faire entendre, à savoir, « de chercher les moyens de faire vivre en communauté les prêtres des paroisses ». Il apparaît dans ce récit qu’il ait envisagé dès ce moment la fondation des petites écoles, lieu de prédilection pour l’enseignement du catéchisme.
Quittant l’Oratoire, Bourdoise décide de vivre en société avec quelques autres ecclésiastiques. D’abord attaché à la paroisse Saint-Christophe, ils sont obligés de se déplacer par manque de place. Ils sont alors reçus, en 1612, comme clercs habitués à la paroisse de Saint-Nicolas-du-Chardonnet par le curé Georges Froger. L’intégration de la communauté dans le cadre paroissial est de la première importance. Par ce moyen, Bourdoise suscite un véritable redressement de la vie paroissiale. Bourdoise reçoit le sous-diaconat, puis le diaconat à la Pentecôte 1612. Après seulement neuf mois de diaconat, il ne peut observer les interstices comme il l’aurait voulu, il est ordonné prêtre le samedi de la Passion 1613.
Dès années 1610 jusqu’à 1640, ce sont les débuts de la réforme. En 1615, l’assemblée du clergé publie les décrets du concile de Trente, ce qui n’a pas d’effet juridique puisque le parlement refuse toujours de les recevoir comme loi du royaume. Cependant, l’Église de France qui est entrée dans les voies de la réforme tridentine entend bien y progresser, et elle le fait savoir. Cet événement est important dans l’œuvre de Bourdoise. Avant 1615, Bourdoise s’efforce de relever l’état ecclésiastique dans Paris et les villes voisines en faisant quelques missions. En 1615, c’est la grande mission de Brou, quatre-vingt-dix ecclésiastiques y participent. Par la suite Bourdoise dirige de nombreuses missions, le diocèse de Chartres demeure sa terre de prédilection. En 1619, François de Sales vient à Paris et prêche à Saint-Nicolas-du-Chardonnet.
Pendant les années 1640, il demeure à Liancourt. Le duc et la duchesse de Liancourt l’ont invité à prendre soin de la petite communauté située sur leur terre. Bourdoise entreprend alors la réforme du diocèse de Beauvais. Cependant, les jansénistes l’écartent de Liancourt en 1651. Bourdoise retourne alors à Paris à Saint-Nicolas-du-Chardonnet, puis s’installe définitivement à Villejuif dans une petite maison appartenant à la communauté depuis 1631. Là, il se charge de l’enseignement du catéchisme dans les petites écoles.
Adrien Bourdoise décède le 19 juillet 1655. Le lendemain, jour de ses obsèques, six cents ecclésiastiques étaient présents pour honorer la mémoire de celui que Vincent de Paul appelait « le grand serviteur de Dieu », François de Sales « le zélé réformateur de la discipline ecclésiastique » et Jean-Baptiste de La Salle « le modèle des vertus sacerdotales ».